# Phiambolia similis
Phiambolia similis är en isörtsväxtart som beskrevs av Klak. Phiambolia similis ingår i släktet Phiambolia och familjen isörtsväxter. Inga underarter finns listade i Catalogue of Life.